# 三田台公園
三田台公園（みただいこうえん）とは東京都港区三田4-17-28に位置する都市公園（近隣公園）である。近隣には港区立御田小学校がある。

## 概要
敷地は亀塚公園と同様に華頂宮邸の旧庭園の一部である。遊具は設置されておらず、自由に出入りできる芝生が敷き詰められている場所がある。
すぐ近くのNTTビル建設予定地（現・NTTデータ三田ビル）にあった伊皿子貝塚の貝層断面が1978年（昭和53年）に剥離保存されこの公園内に展示された。また竪穴建物のレプリカが展示されている。

## ギャラリー

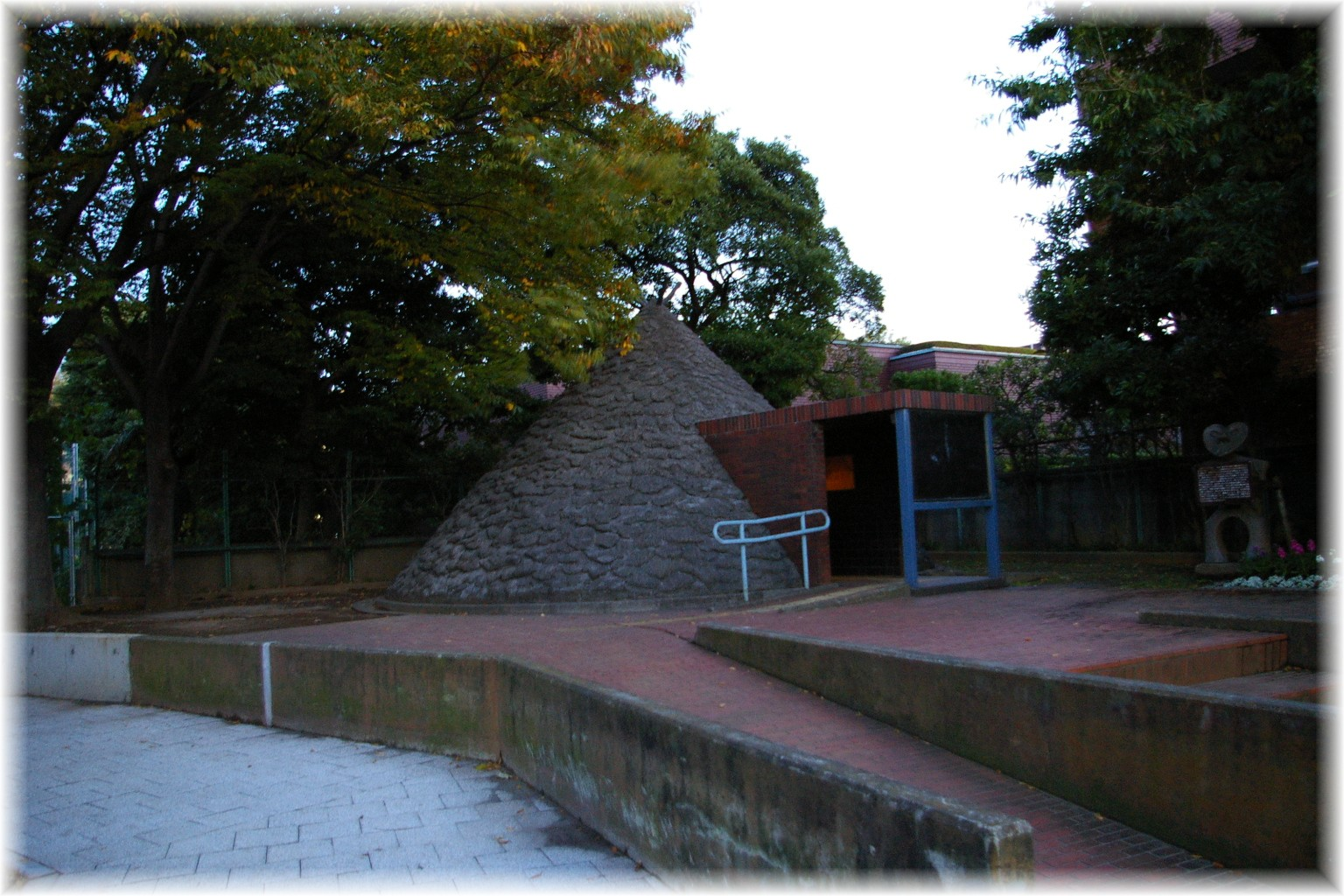
竪穴建物
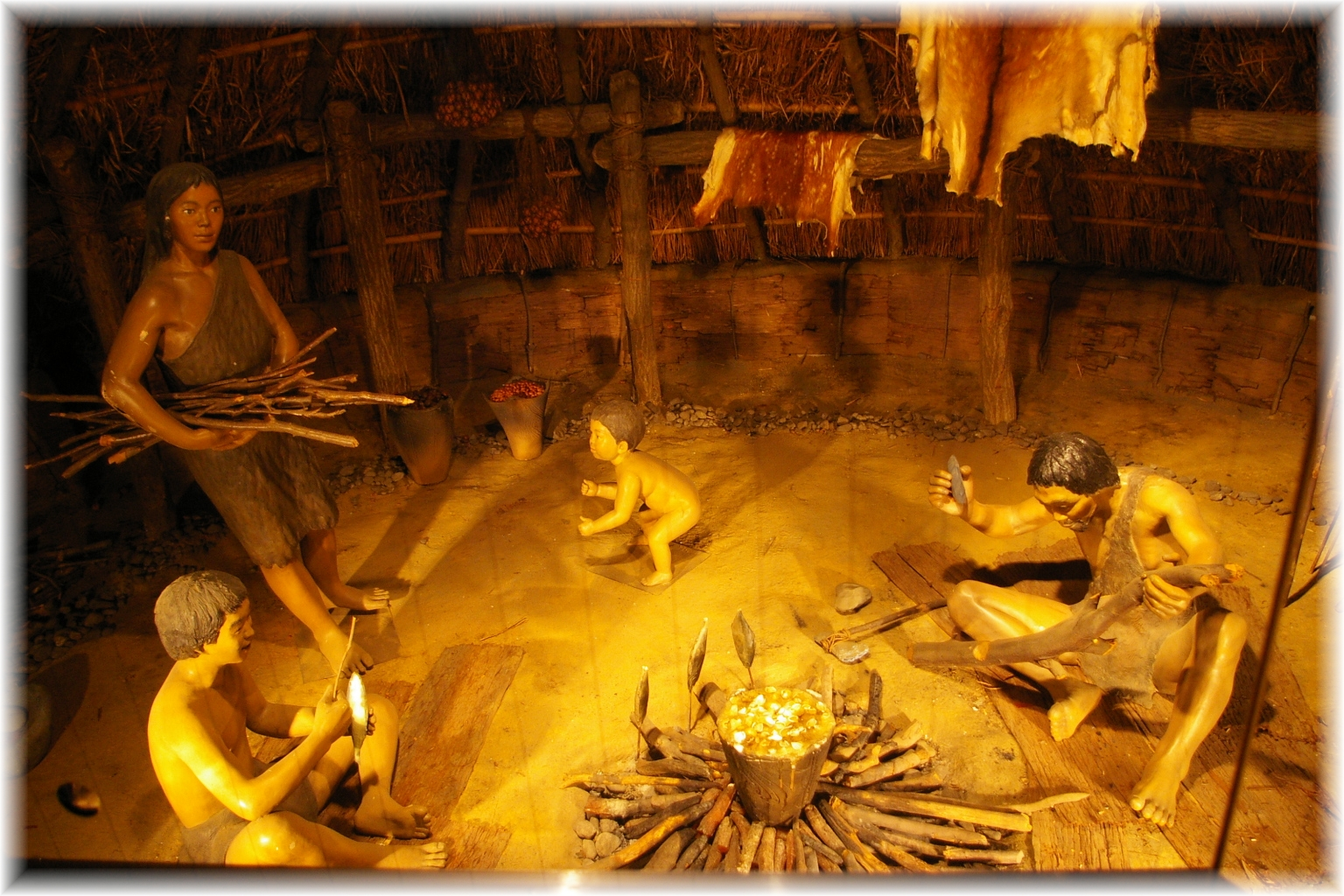
縄文人の生活再現
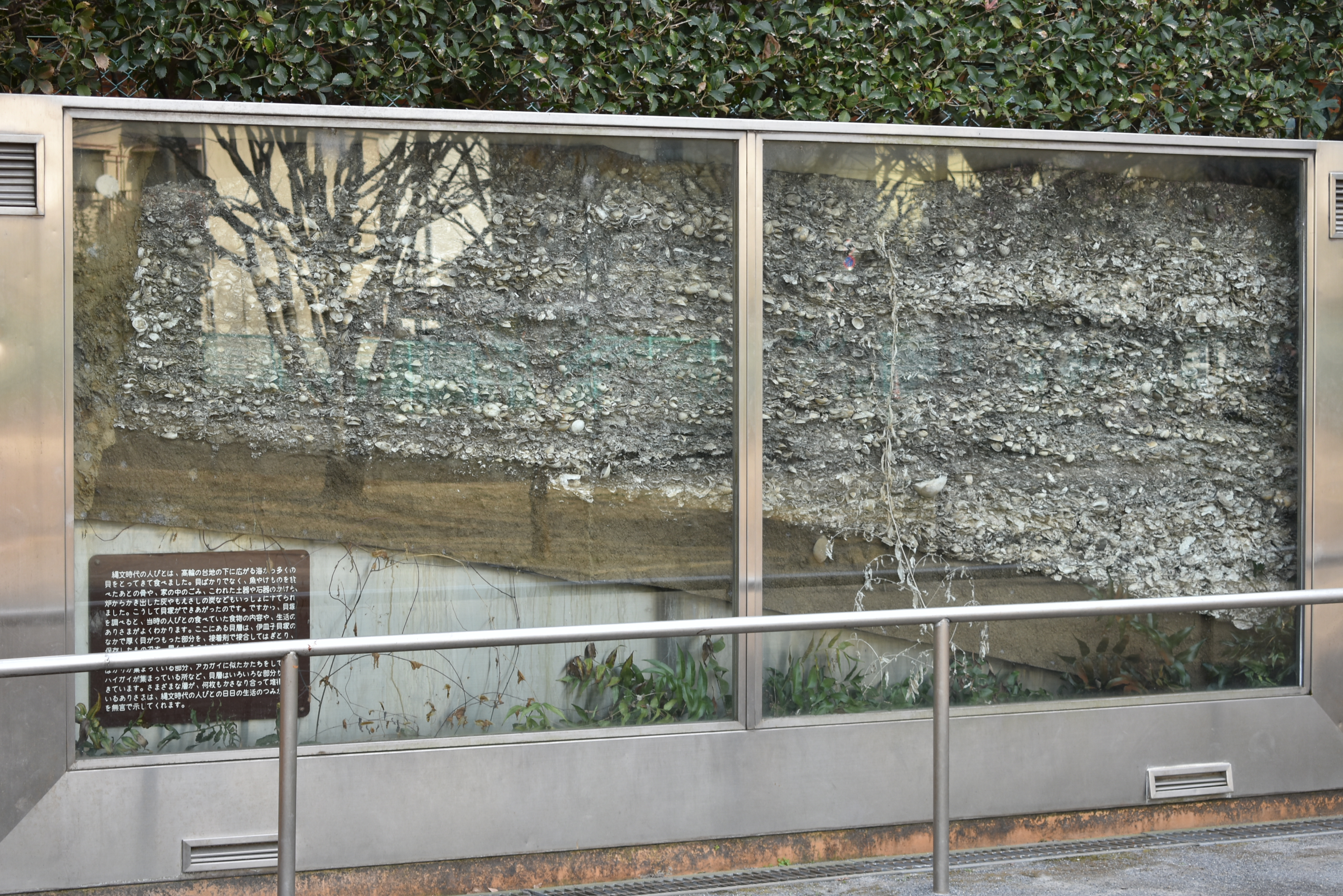
伊皿子貝塚の貝層断面（2019年1月25日撮影）
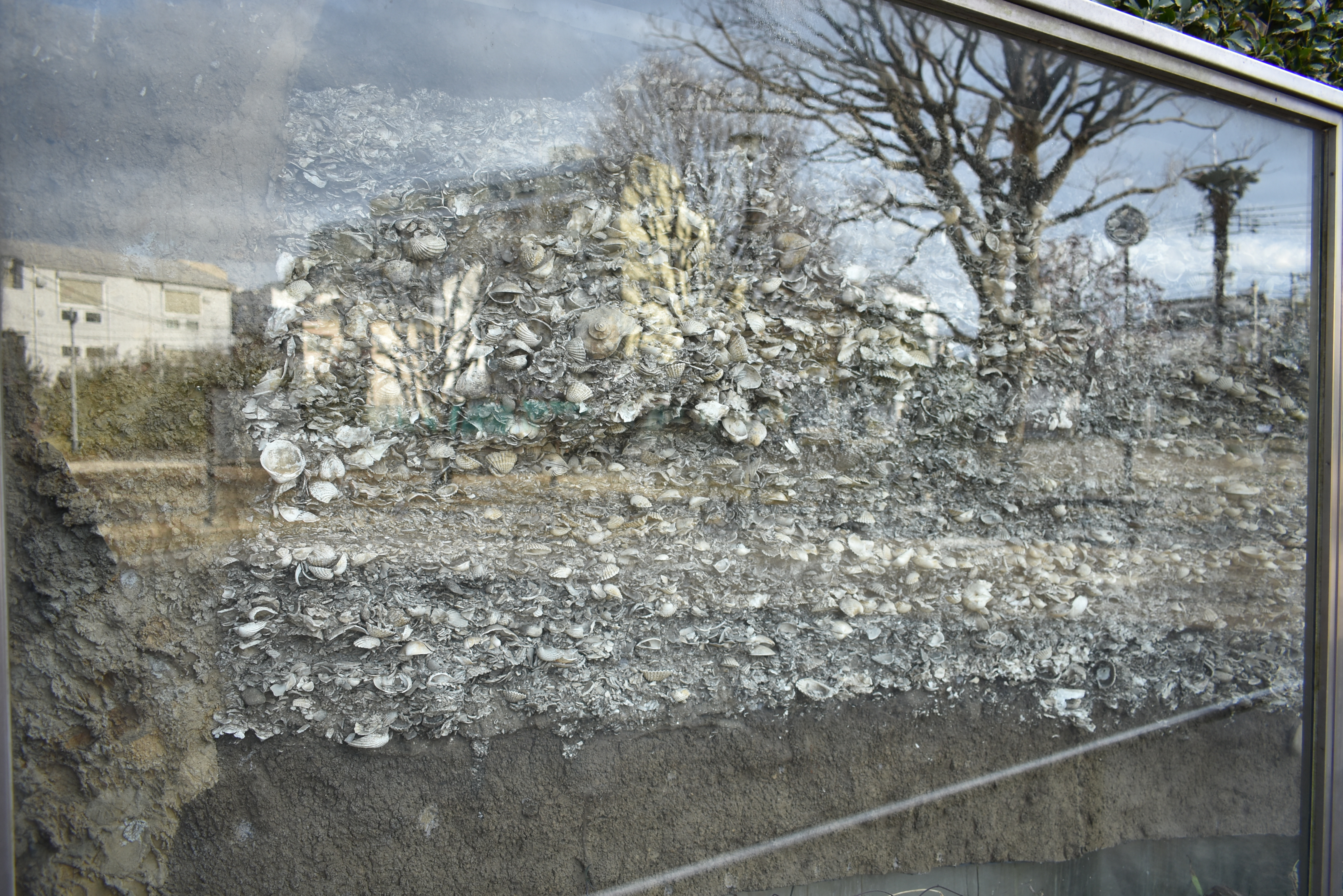
同左（2019年1月25日撮影）